# 亚历山大·克里尼茨基
亚历山大·伊万诺维奇·克里尼茨基（俄语：Алекса́ндр Ива́нович Крини́цкий，1894年8月28日（9月9日）—1937年10月30日）是全联盟共产党（布尔什维克）中央组织局候补委员、白俄罗斯共产党中央委员会第一书记，1937年被捕遭到枪杀。1956年平反。